# Концерт для фортепиано с оркестром № 3 (Бетховен)
Концерт для фортепиано с оркестром № 3 до минор, опус 37 — сочинение Людвига ван Бетховена.
Концерт был написан композитором в 1800 году и посвящён принцу прусскому Людвигу Фридриху. Первое исполнение состоялось 5 апреля 1803 года.
В концерте три части:
- I. Allegro con brio
- II. Largo
- III. Rondo. Allegro